# Charles Gomel
Charles Marie Samson Gomel (16 janvier 1843, Paris - 15 janvier 1922, Paris), est un juriste, économiste et homme d’affaires français.

## Biographie
Charles-Marie-Samson Gomel est le fils de Charles-Samson Gomel (1806-1888), conseiller d'État et maire de Ris-Orangis, propriétaire du château Gomel, et de Marie Huvé de Garel. Il suit des études de droit et rentre au Conseil d'État comme auditeur en 1865, puis comme maître des requêtes et commissaire du gouvernement de 1872 à 1886.
Il collabore à partir de 1886 à L'Économiste français, au Journal des économistes, au Dictionnaire du commerce d'Yves Guyot et au Dictionnaire d'économie politique de Léon Say. Il est membre de la Société d'économie politique.
Il est administrateur du Crédit foncier de France et de la Société Immobilière du Moulin Vert (SAIMV), président du Conseil d'administration de la Compagnie des chemins de fer de l'Est de 1906 à 1922 et du comité parisien de la Compagnie des Chemins de fer andalous, vice-président de la société Le Nickel (SLN) à partir de 1902 et de la Française d'Éclairage et de chauffage par le gaz, ainsi que président de la Société de secours mutuels de Ris-Orangis.
Gendre du ministre Pierre Mathieu-Bodet, il est le père de :
- Marie, épouse de Maurice Chabrol, avocat aux conseils et administrateur de sociétés, fils de Wilbrod Chabrol ;
- Pierre, scrutateur des Charbonnages du Tonkin, marié à Jeanne Fouques-Duparc ;
- Cécile, épouse d'Édouard Dutey-Harispe, diplomate et administrateur de sociétés (Chemins de fer de l'Est, Chemins de fer de l'Indochine et du Yunnan, CIC, Nord-Sud de Paris, Métropolitain, Louvroil-Montbard-Aulnoye, etc).

Il est inhumé au cimetière du Père-Lachaise à Paris (26e division)

## Publications
- De Rebus auctoritate judicis possidendis seu vendendis (Dig. 42,5) règles générales sur les privilèges, privilèges sur les meubles (1864)
- De l'Augmentation de l'impôt du sel (1872)
- Essai historique sur les chambres hautes françaises & étrangères (1873)
- La Crise des transports et les économies des compagnies de chemins de fer (1887)
- Le Projet de loi sur les délégués mineurs (1887)
- Les Projets de réforme de la législation sur les mines (1887)
- Les Caisses de prévoyance obligatoires au profit des ouvriers mineurs (1888)
- Les Droits de l'État sur les tarifs de chemins de fer en Angleterre et aux États-Unis (1891)
- Les causes financières de la Révolution française, Les ministères de Turgot et de Necker (1892)
- Les causes financières de la Révolution française: Les derniers contrôleurs généraux (1893)
- Histoire financière de l'Assemblée constituante Tome 1 1789 (1896)
- Histoire financière de l'Assemblée constituante Tome 2 1790-1791 (1897)
- Les Grandes compagnies de chemins de fer français en 1897 (1898)
- Mémoires d'un ministre du trésor public, 1780-1815. Notice biographique. 3 Tomes / Cte Mollien (1898)
- Le Matériel roulant des chemins de fer français (1899)
- L'Impôt progressif et l'impôt arbitraire en 1793 (1902)
- Histoire financière de la Législative et de la Convention. Tome I. 1792-1793 (1902)
- Vingt années d'application des conventions de 1883 (1904)
- Histoire financière de la Législative et de la Convention. Tome II. 1793-1795 (1905)
- Le ministere de d'Ormesson, controleur général des finances (30 mars-3 novembre 1783)

### Sources
- Encyclopaedia of the social sciences, Volumes 5 à 6, 1963
- Nouveau Larousse illustré, 1898
- Grand Larousse encyclopédique, Volume 5, 1960
- The International blue book, 1910
- Notices d'autorité :   - VIAF
  - ISNI
  - BnF (données)
  - IdRef
  - LCCN
  - Espagne
  - Belgique
  - Israël
  - Tchéquie
  - WorldCat
- Ressource relative à la vie publique :   - base Léonore